# Jerry & Tom – Killer unter sich
Jerry & Tom – Killer unter sich ist ein US-amerikanischer Spielfilm aus dem Jahr 1998.

## Handlung
Jerry und Tom befinden sich mit einem gefesselten Mann in einer ansonsten leeren Bar. Sie warten auf einen Anruf, der den Auftrag bestätigen soll. Jerry ist recht nervös und spielt mit seinem Gewehr herum. Um die Zeit zu überbrücken, erzählen sie sich Witze. Doch die Witze des gefesselten Mannes, dessen Kopf zudem abgedeckt ist, gefallen Jerry nicht.
Es erfolgt eine Rückblende. Jerry und Tom sind bei einem Gebrauchtwagenhändler namens Billy beschäftigt. Dieser betreibt offenbar seit Jahren Auftragsmorde als Nebengeschäft. War dafür zunächst Vic, ein anderer Angestellter, zuständig, rutschte dann auch Tom und später Jerry in dieses Geschäft mit hinein. Die Zeit vergeht. Vic, der von John F. Kennedy damit beauftragt worden sein soll, Marilyn Monroe zu töten, dann aber eine Affäre mit ihr hatte und aus Rache für ihren Tod den Präsidenten erschossen haben soll, geht in Pension und beabsichtigt unter Pseudonym ein Buch über sein Leben zu veröffentlichen. Billy, der weiter in dem Nebengeschäft tätig sein will, passt dies nicht und beauftragt Tom und Jerry damit, Vic von seinen Plänen abzubringen oder ihn zu ermorden. Als Vic sein Projekt nicht aufgeben will, weicht Jerry vom üblichen Vorgehen ab und tötet ihn mit einer Spritze. Tom, der mit Vic befreundet war, während Vic Jerry nie ausstehen konnte, ist darüber verärgert.
Im Verlauf der Jahre fällt Jerry immer mehr aus dem Rahmen. So erzählt er, dass er, als sein Baby nicht zu schreien aufhören wollte, den Lauf seiner Waffe an dessen Kopf gehalten hat. Bei einem Auftrag schießt er auf eine Unbeteiligte, deren Tod dann schließlich Tom herbeiführt. Später reisen sie mit ihren Familien wegen eines Auftragsmordes nach Florida. Entgegen Toms Protesten erschießt Jerry das Opfer vor den Augen der Öffentlichkeit.
Die Handlung kehrt zur Eingangssequenz zurück. Tom nimmt Billys Anruf entgegen. Doch anstelle den Gefesselten zu erschießen, ersticht er Jerry, dann befreit er den Gefesselten und geht zur Jukebox. Der Gefesselte kündigt an, nun auch Tom, der es kommen sah, zu töten.